# 동치 (연호)
동치(同治, 1862년 ~ 1874년)는 청나라 목종(穆宗) 동치제(同治帝)의 연호이다. 13년 가량 사용하였다. 
함풍(咸豊) 11년(1861년) 7월 29일, 원래 동치로 연호를 정하기 전에 기상(祺祥)이라는 연호를 정하였다. 당시 연호 후보 중에 흥부(興符), 안희(安禧), 상우(祥祐), 기상(祺祥) 등이 있었다. 그러나, 신유정변(辛酉政變)이 일어나고 나서 8대신이 축출되자, 두명의 황태후가 공동 섭정하는 방식으로 정치하는 체제가 되었다. 그래서, 공동 섭정의 개념을 본따 동치라는 연호로 정하게 되었다.

## 개원
- 함풍(咸豊) 11년 10월 5일[2](그레고리력 1861년 11월 7일)에 연호를 동치(同治)로 정하고, 다음 해 1월 1일[3](그레고리력 1862년 1월 30일)에 개원함.[4][5][6]

- 동치(同治) 13년 12월 9일[7](그레고리력 1875년 1월 16일)에 연호를 광서(光緖)로 정하고, 다음 해 1월 1일[8](그레고리력 1875년 2월 6일)에 개원함.[9][10][6]

## 연대 대조표
| 동치 | 서기(西紀) | 간지(干支) | 일본 연호                    |
| 원년 | 1862년     | 임술(壬戌) | 분큐(文久) 2년               |
| 2년  | 1863년     | 계해(癸亥) | 분큐 3년                     |
| 3년  | 1864년     | 갑자(甲子) | 분큐 4년 겐지(元治) 원년     |
| 4년  | 1865년     | 을축(乙丑) | 겐지 2년 게이오(慶應) 원년   |
| 5년  | 1866년     | 병인(丙寅) | 게이오 2년                   |
| 6년  | 1867년     | 정묘(丁卯) | 게이오 3년                   |
| 7년  | 1868년     | 무진(戊辰) | 게이오 4년 메이지(明治) 원년 |
| 8년  | 1869년     | 기사(己巳) | 메이지 2년                   |
| 9년  | 1870년     | 경오(庚午) | 메이지 3년                   |
| 10년 | 1871년     | 신미(辛未) | 메이지 4년                   |
| 동치 | 서기(西紀) | 간지(干支) | 일본 연호                    |
| 11년 | 1872년     | 임신(壬申) | 메이지(明治) 5년             |
| 12년 | 1873년     | 계유(癸酉) | 메이지 6년                   |
| 13년 | 1874년     | 갑술(甲戌) | 메이지 7년                   |

## 동시대 연호

### 중국
태평천국(太平天囯)
- 태평천국(太平天囯) (1851년 ~ 1864년)

대성국(大成國)
- 홍덕(洪德) (1855년 ~ 1864년)

기타
- 이영화(李永和) 순천(順天) (1859년 ~ 1862년)
- 주명월(朱明月) 강한(江漢) (1859년 ~ 1864년)
- 주명월(朱明月) 사통(嗣統) (1864년 ~ 1868년)
- 송계붕(宋繼鵬) 천종(天縱) (1860년 ~ 1863년)

### 베트남
- 뜨득(嗣德) (1848년 ~ 1883년)

### 일본
- 분큐(文久) (1861년 ~ 1864년)
- 겐지(元治) (1864년 ~ 1865년)
- 게이오(慶應) (1865년 ~ 1868년)
- 메이지(明治) (1868년 ~ 1912년)

### 란방공화국
- 난방(蘭芳) (1777년 ~ 1884년)

## 같이 보기
- 중국의 연호 목록